# Nouhaila Arif
Nouhaila Arif es una actriz marroquí. Es conocida por su papel en la película de Nabil Ayouch de 2021, Casablanca Beats (francés: Haut et Fort), que fue seleccionada para competir por la Palma de Oro en el Festival de Cannes de 2021.